# Гай Сервілій Структ Агала (консулярний трибун 408 року до н. е.)
Гай Серві́лій Структ Ага́ла (лат. Caius Servilius Structus Ahala; V століття до н. е.) — політик, державний і військовий діяч Римської республіки, військовий трибун з консульською владою (консулярний трибун) 408, 407 і 402 років до н. е.

## Біографічні відомості
Походив з патриціанського роду Сервіліїв. Про батьків, молоді роки його згадок у джерелах немає.

### Перша трибунська каденція
408 року до н. е. його було вперше обрано військовим трибуном з консульською владою разом з Гаєм Юлієм Юлом і Публієм Корнелієм Коссом. Вони тривало і різко заперечували проти рішення сенату призначити диктатора для війни з вольсками і еквами, але зрештою не змогли цьому перешкодити. Тому Гай Сервілій призначив диктатором Публія Корнелія Рутіла Косса, який своєю чергою призначив своїм заступником — начальником кінноти Гая Сервілія. Римляни отримали перемогу.

### Друга трибунська каденція
407 року до н. е. його було вдруге обрано військовим трибуном з консульською владою, цього разу разом Гаєм Валерієм Потітом Волузом, Луцієм Фурієм Медулліном і Нумерієм Фабієм Вібуланом. Римські війська, керовані цими військовими трибунами, не надали своєчасну допомогу місту Верругіна, через що вольски змогли захопити місто і вбити його захисників.

### Третя трибунська каденція
402 року до н. е. його було втретє обрано військовим трибуном з консульською владою, цього разу разом з Луцієм Вергінієм Трікостом Есквіліном, Манієм Сергієм Фіденатом, Квінтом Сульпіцієм Камеріном Корнутом і Авлом Манлієм Вульсоном Капітоліном. Того року Римська республіка вела війни проти міста Вейї та його союзників. У двох трибунів — Манія Сергія і Луція Вергінія виникли вкрай напружені стосунки. Луцій Вергіній командував головними силами римлян. Тому, коли союзники Вейї несподівано напали на загін Манія Сергія, той не став просити Луція Вергінія про допомогу, а Вергіній своєю чергою не став допомагати, виправдовуючись відсутністю такого прохання. Розбитий Маній Сергій із залишками своїх військ втік до Риму і там у всьому звинуватив Вергінія. Того викликали до Риму, і справу цих двох трибунів заслухали в сенаті, причому обидва відкрито в обличчя ображали один одного. Сенат ухвалив рішення про дострокове складення повноважень з усіх військових трибунів того року.
Про подальшу долю Гая Сервілія Структа Агали відомостей немає.